# Oleiros (parroquia)
Oleiros (llamada oficialmente Santa María de Oleiros) es una parroquia y un lugar español del municipio de Oleiros, en la provincia de La Coruña, Galicia.

## Entidades de población
Entidades de población que forman parte de la parroquia:
- A Pezoca
- A Picota
- A Rabadeira
- As Pedreiras
- As Torres
- Barreira[4] (A Barreira)
- Bulleiro
- Castelo[5] (O Castelo)
- Cobo (Covo)
- Condús
- Cova[6] (A Cova)
- Covada[7] (A Covada)
- Cruz[8] (A Cruz de Oleiros)
- Edreira[9] (A Hedreira)
- Miraflores
- Oleiros
- O Cruceiro
- O Piñeiro
- O Río
- Pousada
- Rabuñeiro (O Rabuñeiro)
- Real (O Real)
- Río da Loba
- Rueiro
- Saltoxo
- Xubín

## Demografía

### Parroquia
| Gráfica de evolución demográfica de Oleiros (parroquia) entre 2000 y 2018 |
|                                                                           |
| Datos según el nomenclátor publicado por el INE.                          |

### Lugar
| Gráfica de evolución demográfica de Oleiros (lugar) entre 2000 y 2018 |
|                                                                       |
| Datos según el nomenclátor publicado por el INE.                      |